# MetaPost
MetaPost est un système qui implémente un langage de construction de figures et est interpréteur de ce langage. Il dérive du système Metafont du professeur Donald Knuth, et est spécialisé dans la production de diagrammes en langage PostScript à partir d'une description géométrique et algébrique. Le langage permet, en utilisant la syntaxe du langage Metafont, de combiner des lignes, des courbes, des points et d'effectuer des transformations géométriques.
Toutefois, MetaPost se différencie de Metafont sur plusieurs points :
- Metafont est conçu pour produire des polices de caractère, sous forme de fichiers d'image (d'extension .gf) et des fichiers associés (d'extension .tfm) contenant des informations métriques de police, tandis que MetaPost produit des fichiers au format PostScript ;
- Metafont produit des polices avec une résolution fixe dans un format matriciel, tandis que MetaPost produit des graphiques dans un format vectoriel, le PostScript ;
- Metafont travaille en monochrome, tandis que MetaPost gère les couleurs en employant un format RVB
- Le langage MetaPost permet d'inclure des boîtes contenant du texte dans les diagrammes, des chaînes de caractère écrites dans une police donnée, ou beaucoup de choses qui peuvent être composées avec TeX ;
- L'interpréteur de Metafont a été écrit par Donald Knuth sous une licence de source libre, permettant à John D. Hobby et plus tard à Ulrik Vieth d'adapter l'interpréteur à leurs propres exigences, pour donner MetaPost.

## Disponibilité, utilisation
MetaPost est fourni avec beaucoup de distributions courantes de TeX et de Metafont. En particulier, il se trouvait dans l'ancienne distribution teTeX et se trouve dans la distribution TeX Live, pour les systèmes d'exploitation Linux, Unix et MacOS. 
On trouve aussi le code source de l'interpréteur MetaPost prêt à être compilé sur https://foundry.supelec.fr/frs/?group_id=13&release_id=383#stable-_1.212-title-content . On obtient ainsi un exécutable nommé mpost.
MetaPost produit du PostScript qu'il est possible de  facilement inclure dans les documents TeX et LaTeX au moyen de commandes  d'insertion de fichier. Il est aussi possible d'incorporer ces fichiers PostScript dans des documents au format pdf par l'intermédiaire du dialecte PDFTeX de TeX. Cette possibilité est mise en application dans le paquetage graphique de LaTeX, et peut être utilisée à partir de fichiers écrits en « plain TeX »  en incluant le fichier de macros supp-pdf.tex.

## Exemples
Voici un fichier exemple.mp qui une fois traité par l'interpréteur de MetaPost (à l'aide de la commande mpost sur Linux) donne trois fichiers exemple.1, exemple.2, et exemple.3 au format eps. Ceux-ci sont dessinés à droite.
```
transform pagecoords;
pagecoords:=identity scaled 10mm shifted (100mm,150mm);

beginfig(1)
    fill ((0,0)--(2,0)--(2,1)--(1,1)--(1,2)--(0,2)--cycle)
        transformed pagecoords withcolor green;
    draw ((2,0)..(2,1)..(1,1)..(1,2)..(0,2))
        transformed pagecoords;
    drawarrow ((0,0)--(2,2)) transformed pagecoords;
endfig;

beginfig(2)
    draw (for i=0 upto 7: dir(135i)-- endfor cycle)
        transformed pagecoords;
endfig;
        
pagecoords:=identity scaled 15mm shifted (100mm,150mm);
beginfig(3);
    path p[],p[]t;
    z1=(0,0);   z2=z1+2up;
    z3=z1+whatever*dir(60)=z2+whatever*dir(-50);
    z4=z3+(-1.5,-.5);
    z5=z1+dir(135);
    z0=whatever[z1,z2]=whatever[z3,z4];
    p0=fullcircle yscaled .5 rotated 45 shifted z0 ;
    p1=z2--z4..z0..z3---z1;
    p2=p1 cutbefore p0 cutafter p0;
    p3=p0 cutbefore p1 cutafter p1;
    p4=p2--p3--cycle;
    for i=0 upto 4: p[i]t=p[i] transformed pagecoords; endfor
    for i=0 upto 5: z[i]t=z[i] transformed pagecoords; endfor
    fill p4t withcolor (1,1,0.2);
    draw z1t--z2t withcolor .5white;
    draw z3t--z4t withcolor .5white;
    pickup pencircle;
    draw p0t dashed withdots scaled .3;
    draw p1t dashed evenly;
    draw p2t withcolor blue;
    draw p3t withcolor red;
    label.lrt(btex $z_0$ etex, z0t);
    label.llft(btex $z_1$ etex, z1t);
    label.top(btex $z_2$ etex, z2t);
    label.rt(btex $z_3$ etex, z3t);
    label.llft(btex $z_4$ etex, z4t);
    for i=0 upto 4:
        drawdot z[i]t withpen pencircle scaled 2;
    endfor
endfig;
bye
```

Les trois fichiers résultants au format eps peuvent être utilisés en TeX par l'intermédiaire de la commande LaTeX \includegraphics, avec la commande Plain TeX \epsfbox, ou avec la commande (de pdftex)  \convertMPtoPDF du fichier supp-pdf.tex. Pour visualiser ou imprimer le troisième graphique, l'insertion du fichier eps dans un fichier TeX est nécessaire, car les polices de TeX ne sont pas incluses dans les fichiers eps produits par MetaPost.